# Beloglottis mexicana
Beloglottis mexicana är en orkidéart som beskrevs av Leslie Andrew Garay och Fritz Hamer. Beloglottis mexicana ingår i släktet Beloglottis och familjen orkidéer. Inga underarter finns listade i Catalogue of Life.